# Gesalatz
Gesalatz (en basc, cooficialment en castellà Guesálaz) és un municipi de Navarra, a la comarca d'Estella Oriental, dins la merindad d'Estella. Limita a l'est amb Goñi, Jaitz i Guirguillano, al sud amb Zirauki i a l'oest amb Deierri i Lezaun. Està format pels concejos de:
| Entitat de Població | Pob. (2006) |
| ------------------- | ----------- |
| Arguiñano           | 44          |
| Esténoz             | 23          |
| Garísoain           | 34          |
| Guembe              | 31          |
| Irurre              | 46          |
| Iturgoyen           | 94          |
| Izurzu              | 18          |
| Lerate              | 23          |
| Muez                | 53          |
| Muniáin             | 22          |
| Vidaurre            | 39          |

## Topònim
El nom de la vall sembla clarament relacionat amb la paraula basca gezal o gesal que significa aigua salada. No en va, el principal curs fluvial de la vall rep actualment el nom de Riu Salat, degut precisament al seu elevada salinitat. No obstant això, la segona part del topònim no està tan clara. Mikel Belasko en el seu glossari etimològica de localitats de Navarra suggereix una etimologia bastant plausible basada en l'expressió gesal lats, que significa en llengua basca rierol d'aigua salada.

## Demografia
| Evolució demogràfica                                | Evolució demogràfica | Evolució demogràfica | Evolució demogràfica | Evolució demogràfica | Evolució demogràfica | Evolució demogràfica | Evolució demogràfica | Evolució demogràfica | Evolució demogràfica | Evolució demogràfica |
| 1996                                                | 1998                 | 1999                 | 2000                 | 2001                 | 2002                 | 2003                 | 2004                 | 2005                 | 2006                 | 2007                 |
| --------------------------------------------------- | -------------------- | -------------------- | -------------------- | -------------------- | -------------------- | -------------------- | -------------------- | -------------------- | -------------------- | -------------------- |
| 458                                                 | 474                  | 458                  | 480                  | 482                  | 477                  | 472                  | 453                  | 465                  | 472                  | 460                  |
| Fonts: Gesalatz i Institut d'Estadística de Navarra |                      |                      |                      |                      |                      |                      |                      |                      |                      |                      |